# IC 1810
IC 1810 ist eine Balken-Spiralgalaxie vom Hubble-Typ SBab im Sternbild Eridanus am Südsternhimmel. Sie ist rund 238 Millionen Lichtjahre von der Milchstraße entfernt.
Im selben Himmelsareal befindet sich u. a. die Galaxie IC 1812.
Das Objekt wurde im Jahr 1901 von DeLisle Stewart entdeckt.